# Daniel Roesner
Daniel Roesner (ur. 20 stycznia 1984 w Wiesbaden) – niemiecki aktor telewizyjny i filmowy. 

## Życiorys
Początkowo chciał zostać kaskaderem. Jednak w latach 2003-2004 uczęszczał do New York Film Academy (NYFA) w Los Angeles, a potem do Theatre of Arts w Hollywood. W latach 2004–2006 zagrał wiele ról teatralnych i filmowych przy współpracy z NYFA, w tym na scenie Court Theater i Olescar Theatre w Los Angeles. W 2006 zadebiutował w krótkometrażowym filmie Die trojanische Kuh i dramacie sci-fi Chmura (Die Wolke) z Jennifer Ulrich. Wystąpił też w reklamie Deutsche Bahn. W 2010 był nominowany do nagrody Günter Strack TV Award w kategorii najlepszy młody aktor za rolę Markusa w jednym z odcinków serialu kryminalnego ZDF Skrzynia dla dwojga (Ein Fall für zwei, 2008) - pt.: „Kleiner Satellit”. 
7 kwietnia 2016 trafił do serialu RTL Kobra – oddział specjalny (Alarm für Cobra 11 – Die Autobahnpolizei) w odcinku pt.: „Cobra, übernehmen Sie!”, gdzie jako komisarz Paul Renner rozpoczął pracę z Semirem Gerkhanem (w tej roli Erdoğan Atalay). Po raz ostatni wystąpił w tym serialu 14 listopada 2019 w odcinku pt.: „Vermächtnis”.

## Filmografia

### Filmy
- 2005: Pokój 205 (205 - Zimmer der Angst) jako Christian
- 2006: Chmura (Die Wolke) jako Lars
- 2006: Die trojanische Kuh (krótkometrażowy) jako Bruno Koehler
- 2007: Böse Bilder (krótkometrażowy) jako Christian
- 2008: Zwerg Nase (TV) jako Old Jacob
- 2008: Der Abgrund - Eine Stadt stürzt ein (TV) jako Andy
- 2009: Liebe in anderen Umständen (TV) jako Felix Beeskow
- 2010: Spokojne życie (Una vita tranquilla) jako Florian
- 2010: Die Wanderhure (TV) jako Kleiner Soldat
- 2012: Die Rache der Wanderhure (TV) jako Thomas
- 2012: Unter Umständen verliebt (TV) jako Bernie
- 2013: Turbo & Tacho (TV) jako Andreas 'Tacho' Tachinski
- 2014: Hin und weg jako Tom
- 2015: Meine allerschlimmste Freundin (TV) jako Sid
- 2023: Leon – Kämpf um deine Liebe jako Jan

### Seriale
- 2006-2007: Verliebt in Berlin jako Luis Rothenburg
- 2008: Mord in bester Gesellschaft: Die Nächte des Herrn Senator jako Felix
- 2008: Wydział kryminalny Kitzbühel (SOKO Kitzbühel: Geradewegs in den Tod) jako Bob
- 2008: Der Schwarzwaldhof jako Botscho
- 2008: Stolberg jako Max Messemer
- 2008: Ein Engel für alle jako Markus
- 2009: Sprawa dla dwóch (Ein Fall für zwei) jako Jens Müller
- 2010: Tatort: Der Polizistinnenmörder jako pracownik banku
- 2010: Kobra – oddział specjalny (Alarm für Cobra 11 – Die Autobahnpolizei) jako Tacho
- 2010: Jednostka specjalna „Dunaj” (SOKO Donau: Auf Leben und Tod) jako Sven Solka
- 2011: Ostatni gliniarz (Der Letzte Bulle) jako Berndt Fischer
- 2011: Küstenwache: Im Auge des Sturms jako Gunter Bollinger
- 2011: Inga Lindström: Die Hochzeit meines Mannes jako Tim Sager
- 2011: Kobra – oddział specjalny (Alarm für Cobra 11 – Die Autobahnpolizei) jako Andreas „Tacho” Tachinsky
- 2011: Dzikie fale – nic się nie ukryje (Wilde Wellen – Nichts bleibt verborgen) jako Caspar Menec
- 2011: Scharfe Hunde jako Danny
- 2011: Der letzte Bulle: Das 5. Gebot jako Berndt Fischer
- 2011: SOKO Wismar: Nachtzug nach Wismar jako Georg Frese
- 2011: Górski lekarz (Der Bergdoktor: Wunschvorstellungen) jako Michael Köni
- 2012: SOKO Stuttgart: Ein Dorf sieht rot jako Leo Kehrlich
- 2012: Rosamunde Pilcher: In der Mitte eines Lebens jako Michael Dempsey
- 2012: Wilsberg jako Nils Erdel
- 2013: Jednostka specjalna „Dunaj” (SOKO Donau: Treibjagd) jako Nicky Baal
- 2013-2015: Kripo Holstein - Mord und Meer jako Lars Tennhagen
- 2014: Tatort: Todesspiel jako Daniel Gabler
- 2014: Sprawa dla dwóch (Ein Fall für zwei: Gefahr hinter Gittern) jako Alexander Neuhaus
- 2014: Der Alte jako Vitus Steinlechner
- 2015: Komisarz Heldt (Heldt) jako Marco
- 2015: Wydział kryminalny Kitzbühel (SOKO Kitzbühel: Ball des Anstosses) jako Michael Jung
- 2016–2019: Kobra – oddział specjalny (Alarm für Cobra 11 – Die Autobahnpolizei) jako Paul Renner
- 2021: Schwester, Schwester – Hier liegen Sie richtig! jako Fabian Bruchmüller
- 2021: MariTeam jako Pit Wagner